# Полубарское
Полубарское — деревня в Сергиево-Посадском районе Московской области России, входит в состав сельского поселения Селковское.

## Население
| 1835 | 1850 | 1857 | 1859 | 1886 | 1895 | 1905 | 1926 |
| ---- | ---- | ---- | ---- | ---- | ---- | ---- | ---- |
| 243  | ↗258 | ↘256 | ↗286 | ↘160 | ↗314 | ↘248 | ↘215 |
| 2002 | 2006 | 2010 |      |      |      |      |      |
| ↘46  | ↘40  | ↘25  |      |      |      |      |      |

## География
Деревня Полубарское расположена на севере Московской области, в северной части Сергиево-Посадского района, примерно в 94 км к северу от Московской кольцевой автодороги и 44 км к северу от станции Сергиев Посад Ярославского направления Московской железной дороги, по правому берегу реки Сулати.
В 2 км к западу от деревни проходит автодорога Р104, в 28 км юго-восточнее — Ярославское шоссе М8, в 33 км юго-западнее — Московское большое кольцо А108. Ближайшие населённые пункты — деревни Морозово, Строилово и Федорцово.

## Название
Сущность элемента полу-, широко представленного в ойконимии центральных областей России, раскрывают термины полусельцо, полусело, полудеревни, означающие по Далю «выселок». Соответственно Полубарское должно означать «выселок из деревни Барское». В прошлом почти каждое подмосковное название с элементом полу- образовывало пару с основным, как то: Полудьяково — Дьяково, Полуряденки — Ряденки, Полумихалёво — Михалёво и т. п., однако к настоящему времени большая часть подобных пар разрушилась по причине исчезновения одного из компонентов.

## История
В «Списке населённых мест» 1862 года Полубарское (Полубоярское) — казённая и владельческая деревня 2-го стана Переяславского уезда Владимирской губернии по правую сторону Углицкого просёлочного тракта, от границы Александровского уезда к Калязинскому, в 44 верстах от уездного города и 34 верстах от становой квартиры, при речке Суходи, с 31 двором и 286 жителями (131 мужчина, 155 женщин).
По данным на 1895 год — деревня Федорцевской волости Переяславского уезда с 314 жителями (146 мужчин, 168 женщин). Основным промыслом населения являлось хлебопашество, 50 человек уезжало в качестве красильщиков по бумаге, шерсти и шёлку на отхожий промысел в Москву и Московскую губернию.
По материалам Всесоюзной переписи населения 1926 года — центр Полубарского сельсовета Федорцевской волости Сергиевского уезда Московской губернии в 16 км от Угличско-Сергиевского шоссе и 51 км от станции Сергиево Северной железной дороги; проживало 215 человек (83 мужчины, 132 женщины), насчитывалось 54 крестьянских хозяйства.
С 1929 года — населённый пункт Московской области в составе:
- Полубарского сельсовета Константиновского района (1929—1939)[15],
- Федорцевского сельсовета (до 14.06.1954) и Заболотьевского сельсовета Константиновского района (1939—1954)[16],
- Веригинского сельсовета Константиновского района (1954—1957)[17],
- Веригинского сельсовета Загорского района (1957—1963, 1965—1991)[18][19],
- Веригинского сельсовета Мытищинского укрупнённого сельского района (1963—1965)[19][20],
- Веригинского сельсовета Сергиево-Посадского района (1991—1994)[20],
- Веригинского сельского округа Сергиево-Посадского района (1994—2006)[21],
- сельского поселения Селковское Сергиево-Посадского района (2006 — н. в.)[22][23].